# Паппо
Норберто «Паппо» Наполитано, (исп. Norberto Pappo Napolitano; 10 марта 1950, Буэнос-Айрес — 24 февраля 2005, Лухан, провинция Буэнос-Айрес) — известный аргентинский блюзовый и рок-гитарист.

## Биография
Родился в районе Буэнос-Айреса Ла-Патернале в католической семье. Он играл с Лос Гатос, Лос Абуэлос де ла нада, Рифф, Паппо’с Блюз, и выступал с Би Би Кингом в Медисон-сквер-гардене в 1994 году.
В 2005 году Паппо погиб в автомобильной аварии в Лухане, провинция Буэнос-Айреса, когда ехал на своем Harley-Davidson.